# Glyphodes grandisalis
Glyphodes grandisalis là một loài bướm đêm trong họ Crambidae.